# Élections législatives tunisiennes de 2019
Les élections législatives tunisiennes de 2019 ont lieu le 6 octobre 2019 afin d'élire l'Assemblée des représentants du peuple pour un mandat de cinq ans. Il s'agit des seizièmes élections législatives en Tunisie et des deuxièmes depuis l'adoption de la Constitution entrée en vigueur le 7 février 2014.
Du fait de l'avancement de la présidentielle à la suite du décès du président Béji Caïd Essebsi, le scrutin législatif a lieu entre le premier et le second tour de la présidentielle.
Les élections donnent lieu à un parlement extrêmement fragmenté. Le parti islamo-conservateur Ennahdha arrive en tête mais en recul avec moins d'un quart des sièges, devançant le parti laïc populiste Au cœur de la Tunisie de Nabil Karoui, candidat qualifié pour le second tour de la présidentielle. Arrivent ensuite le Parti destourien libre, axé sur la nostalgie de l'ère Ben Ali, celui de centre gauche Courant démocrate et celui islamiste de la Coalition de la dignité. La fragmentation du parlement en mouvements fortement opposés entre eux entraine une longue et difficile formation d'un gouvernement jusqu'en février 2020. Elyes Fakhfakh, du parti Ettakatol, devient chef du gouvernement à la tête d'une coalition menée par Ennahdha et le Courant démocrate.

## Contexte
Le corps électoral est convoqué le 6 octobre 2019. Un total de 7 081 307 électeurs sont inscrits sur les listes électorales grâce à une importante campagne, qui permet l'inscription d'un million et demi de nouveaux électeurs sur les trois millions et demi de non inscrits, la population en âge de voter étant estimée à un peu moins de neuf millions. Lors des élections municipales de 2018, ils n'étaient ainsi que 5 369 843. Le nouveau corps électoral se voit rajeuni et féminisé, la tranche d'âge la plus représentée parmi les nouveaux inscrits étant celle des 18-35 ans, tandis que les femmes représentent 54 % des nouveaux inscrits. Le porte-parole de l'Isie, Hasna Ben Slimane, juge ainsi le nouveau corps électoral relativement représentatif de la population. Le total des inscrits est légèrement plus faible que celui arrêté pour la présidentielle, dont les listes ont été closes un peu plus tard, totalisant 7 066 940 inscrits. L'organisation du scrutin présidentiel était en effet prévue après les législatives, avant que le décès du président Béji Caïd Essebsi le 25 juillet ne l'avance au mois de septembre,.
Le dépôt des candidatures a lieu du 22 au 29 juillet, et la campagne du 14 septembre au 4 octobre, suivi d'un jour de silence électoral le 5. Les Tunisiens vivant à l'étranger peuvent voter du 3 au 6 octobre, tandis que le vote sur le territoire national a lieu le 6. Les résultats préliminaires devraient être divulgués au plus tard quatre jours plus tard, et ceux définitifs avant le 13 novembre,.

## Modalités

### Système électoral
L'Assemblée des représentants du peuple est définie par l'article 50 de la Constitution comme l'institution qui représente le peuple et qui lui permet d'exercer le pouvoir législatif. D'après l'article 53, peut être candidat aux législatives tout électeur détenant la nationalité tunisienne depuis dix ans au moins, âgé d'au moins 23 ans lors de la présentation de sa candidature et qui ne se trouve dans aucun des cas d'interdiction prévus par la loi. Les articles 55 et 56 précisent que les membres de l'Assemblée des représentants du peuple sont élus au suffrage universel, libre, direct et secret pour un mandat de cinq ans, au cours des soixante derniers jours du mandat parlementaire, tout en garantissant le droit de vote et de représentativité des Tunisiens de l'étranger en son sein.
Le scrutin est proportionnel : les 217 sièges sont ainsi pourvus pour cinq ans au scrutin proportionnel plurinominal à listes bloquées dans 27 circonscriptions électorales de quatre à dix sièges en Tunisie même, totalisant 199 sièges, et six circonscriptions pour les Tunisiens de l'étranger. Ces dernières se décomposent en deux circonscriptions de cinq sièges en France, une circonscription de trois sièges en Italie, une d'un siège en Allemagne, une de deux sièges pour le reste de l'Europe et le continent américain et une autre de deux sièges également pour les pays arabes et le reste du monde, pour un total de 18 sièges. Une fois le décompte des suffrages effectué, la répartition des sièges se fait dans un premier temps sur la base du quotient électoral, puis sur la base du plus fort reste.
Les partis ont l'obligation de présenter des listes avec une parité homme-femmes, mise en œuvre via l'alternance de noms de candidats masculins et féminins. Les listes doivent également comporter dans les circonscriptions de plus de quatre sièges au moins un homme et une femme de moins de 35 ans parmi leurs quatre premiers candidats.

### Tentative de changement

Assemblée sortante :
Ennahdha (68)
Coalition nationale (43)
Nidaa Tounes (26)
Machrouu Tounes (15)
Bloc démocrate (12)
Allégeance à la patrie (10)
Bloc Front populaire (9)
Hors groupe (34)

En novembre 2018, une commission parlementaire vote un amendement de la loi électorale en vue de l'instauration d'un seuil électoral de 5 %, en dessous duquel les partis seraient exclus de la répartition des sièges. Un vif débat s'ensuit à l'Assemblée des représentants du peuple sur le vote de cette mesure, qui a lieu le 18 juin 2019, un seuil de 3 % étant finalement retenu. Le jour même, l'assemblée adopte des amendements controversés, accusés de barrer la route à Nabil Karoui et Olfa Terras dans la course à la présidentielle. Karoui et son parti Au cœur de la Tunisie figure alors en tête des sondages pour la présidentielle et les législatives. Le 25 juin, 51 députés de Nidaa Tounes et du Front populaire déposent un recours pour inconstitutionnalité.
Malgré le rejet du recours, le président Caïd Essebsi, amoindri par l'âge et la maladie, refuse de promulguer le texte mais ne le renvoie pas à l'assemblée pour une seconde lecture, ni le soumet au référendum, ce qui est, selon des juristes, contraire à la Constitution, qui ne prévoit pas une telle décision. Cette décision pousse la coalition au pouvoir à envisager de prononcer son incapacité, arguant qu'il aurait été forcé à ne pas signer le texte. Caïd Essebsi meurt le 25 juillet 2019, au lendemain d'une nouvelle hospitalisation,. La Constitution dispose que dans ce cas le président de l'Assemblée des représentants du peuple est chargé de l'intérim ; il s'agit en l'espèce de Mohamed Ennaceur.

## Forces en présence
| Partis politiques | Partis politiques                 | Idéologies                                                                               | Dirigeants          | Résultats en 2014                   |
| ----------------- | --------------------------------- | ---------------------------------------------------------------------------------------- | ------------------- | ----------------------------------- |
|                   | Nidaa Tounes                      | Centre gauche à centre droit Bourguibisme, social-libéralisme, sécularisme               | Hafedh Caïd Essebsi | 37,56 % des voix 86 députés         |
|                   | Ennahdha                          | Droite Démocratie islamique, conservatisme, libéralisme économique                       | Rached Ghannouchi   | 27,79 % des voix 69 députés         |
|                   | Front populaire                   | Gauche Socialisme, laïcité, nationalisme arabe, panarabisme                              | Mongi Rahoui        | 3,66 % des voix 15 députés          |
|                   | Afek Tounes                       | Centre à centre droit Libéralisme, progressisme, francophilie                            | Yassine Brahim      | 3,02 % des voix 8 députés           |
|                   | Courant démocrate                 | Centre à centre gauche Social-démocratie, social-libéralisme, progressisme, nationalisme | Mohamed Abbou       | 1,93 % des voix 3 députés           |
|                   | Mouvement du peuple               | Gauche Socialisme,nationalisme arabe,panarabisme                                         | Zouhair Maghzaoui   | 1,34 % des voix 3 députés           |
|                   | Parti destourien libre            | Centre à Extrême droite Bourguibisme, anti-islamisme, étatisme, sécularisme              | Abir Moussi         | 0,33 % des voix Extra-parlementaire |
|                   | Tahya Tounes                      | Centre gauche à centre droit Bourguibisme, social-libéralisme, sécularisme               | Youssef Chahed      | Nouveau                             |
|                   | Au cœur de la Tunisie             | Centre à centre gauche Populisme, sécularisme                                            | Nabil Karoui        | Nouveau                             |
|                   | Coalition de la dignité Al Karama | Extrême droite Populisme, islamisme, conservatisme, francophobie                         | Seifeddine Makhlouf | Nouveau                             |
|                   | Al Badil Ettounsi                 | Centre Libéralisme, sécularisme                                                          | Mehdi Jomaa         | Nouveau                             |

## Campagne

### Fragmentation et dégagisme
La campagne débute officiellement le 13 septembre, en même temps que s'achève celle de la présidentielle. Les préoccupations d'ordre économiques et sociales prennent nettement le pas sur la campagne, la pauvreté se mêlant à une volonté de changement du personnel politique existant, jugé sur son incapacité à y mettre fin,. Ce « vent de dégagisme » de la part des électeurs se reflète dans les sondages d'opinions dès novembre 2018, avec l'apparition d'outsiders indépendants détrônant les principales personnalités politiques dans les prévisions de la présidentielle organisée en quasi concomitance. Cette dynamique se vérifie également dans les intentions de vote aux législatives, un éventuel parti du candidat Nabil Karoui recueillant alors plus de 30 % dans les sondages, avant même d'obtenir une existence légale,. L'expression du « dégagisme » renvoie au slogan « Dégage ! » asséné au président Zine el-Abidine Ben Ali lors de la révolution de 2011.
Le parti présidentiel Nidaa Tounes est également l'objet de divisions ayant donné naissance au cours des années précédentes à des partis dissidents : Tahya Tounes formé autour de Youssef Chahed ou Machrouu Tounes autour de Mohsen Marzouk. Ces scissions amplifient l'éparpillement des voix au sein du camp moderniste. De son côté, la gauche s'éparpille tout autant entre le Front populaire, le Courant démocrate et Tounes Okhra. Le parti islamiste Ennahdha est par ailleurs affecté par l'inversion du calendrier électoral ayant placé le premier tour de la présidentielle avant les législatives à la suite de la mort du président Essebsi. Ennahdha, qui s'était jusqu'à présent refusé à ne serait ce que tenter d'obtenir la présidence, de peur de soulever l'opposition de la société et du monde politique en Tunisie comme à l'étranger face à l'hégémonie d'un parti islamiste sur le pays, se voit contraint de présenter un candidat, Abdelfattah Mourou. Le parti estime en effet impossible de ne pas présenter de candidat à moins de devenir inaudible au cours de la période resserrée de la campagne électorale.
L'emprisonnement de Karoui fait fondre son écart entre son mouvement et Ennahdha, si bien que pour le dernier sondage publié par Sigma Conseil, les deux partis sont au coude-à-coude.

### Économie
Malgré un capital sympathie à l'étranger en raison du processus de démocratisation, qui assure le soutien des Occidentaux et du Fonds monétaire international, la situation économique tunisienne reste difficile en 2019. Le secteur touristique, qui constitue une part importante du PIB national, se relève seulement, après avoir été durement frappé par les incertitudes post-révolutionnaires et surtout l'attentat islamique de Sousse de 2015. La hausse des prix est responsable de vives tensions sociales au cours des années précédentes, ce qui amène le gouvernement à mener une politique de lutte contre l'inflation, au détriment de la croissance. Bien que l'inflation ait été contenue à 7 % en 2018 et début 2019, les moyens utilisés à cet effet ont causé un important resserrement du crédit. Les relèvements successifs des taux par la Banque centrale pèsent également sur la croissance, qui est de 2,5 %, alors que le pays est toujours en voie de développement et que le chômage reste élevé, autour de 15 %. La reprise récente du secteur touristique a cependant permis un relèvement du dinar, qui s'apprécie face à l'euro, après une dépréciation de 65 % de 2011 à 2018. La dette publique reste cependant à un niveau élevé, à 77 % du PIB, du fait de déficits budgétaires chroniques. L'incertitude liée à la présidentielle et aux législatives maintient par ailleurs les investisseurs dans l'attentisme. Le pays se redresse à peine du bilan économique catastrophique d'Ennahdha lors de son passage au pouvoir de 2011 à 2014 au sein de la troïka. Accusé d'avoir procédé à une véritable distribution des emplois publiques à ses partisans et soutiens en vue de « noyauter l'administration », le gouvernement de la troïka amène en effet le nombre des fonctionnaires de l'État tunisien à gonfler de 35 %. L'augmentation de la masse salariale continue de peser sur le budget du pays, alors en pleine stagnation économique,. Le parti perd de fait plus d'un million d'électeurs entre l'élection de la constituante de 2011 et les municipales de 2018, tout en restant le principal parti du pays dans un contexte de forte abstention.

## Résultats
Au soir du scrutin, l'ISIE annonce un taux de participation de 41,32 %, qui s'établit finalement à 41,70 %, en nette baisse par rapport à 2014, où il avait été de 68,36 %.
|                           |                                   |           |       |       |        |               |  |  |  |  |  |  |  |  |
| Parti, coalition ou liste | Parti, coalition ou liste         | Voix      | %     | +/-   | Sièges | +/-           |  |  |  |  |  |  |  |  |
|                           | Ennahdha                          | 561 132   | 19,55 | 8,16  | 52     | 17            |  |  |  |  |  |  |  |  |
|                           | Au cœur de la Tunisie             | 416 004   | 14,49 | Nv    | 38     | 38            |  |  |  |  |  |  |  |  |
|                           | Parti destourien libre            | 189 356   | 6,60  | N/a   | 17     | 17            |  |  |  |  |  |  |  |  |
|                           | Courant démocrate                 | 183 473   | 6,39  | 4,49  | 22     | 19            |  |  |  |  |  |  |  |  |
|                           | Coalition de la dignité           | 169 651   | 5,91  | Nv    | 21     | 21            |  |  |  |  |  |  |  |  |
|                           | Mouvement du peuple               | 129 604   | 4,52  | 3,19  | 15     | 12            |  |  |  |  |  |  |  |  |
|                           | Tahya Tounes                      | 116 582   | 4,06  | Nv    | 14     | 14            |  |  |  |  |  |  |  |  |
|                           | Union populaire républicaine      | 59 924    | 2,09  | N/a   | 3      | 3             |  |  |  |  |  |  |  |  |
|                           | Aïch Tounsi                       | 46 401    | 1,62  | Nv    | 1      | 1             |  |  |  |  |  |  |  |  |
|                           | Al Badil Ettounsi                 | 46 046    | 1,60  | Nv    | 3      | 3             |  |  |  |  |  |  |  |  |
|                           | Espoir et travail                 | 45 196    | 1,57  | Nv    | 2      | 2             |  |  |  |  |  |  |  |  |
|                           | Afek Tounes                       | 43 892    | 1,53  | 1,48  | 2      | 6             |  |  |  |  |  |  |  |  |
|                           | Nidaa Tounes                      | 43 213    | 1,51  | 36,05 | 3      | 83            |  |  |  |  |  |  |  |  |
|                           | Machrouu Tounes                   | 40 869    | 1,42  | Nv    | 4      | 4             |  |  |  |  |  |  |  |  |
|                           | Errahma                           | 40 071    | 1,40  | N/a   | 4      | 4             |  |  |  |  |  |  |  |  |
|                           | Front populaire                   | 32 226    | 1,12  | 2,53  | 1      | 14            |  |  |  |  |  |  |  |  |
|                           | Le Front                          | 30 013    | 1,05  | Nv    | 0      | en stagnation |  |  |  |  |  |  |  |  |
|                           | Union démocratique et sociale     | 29 828    | 1,04  | Nv    | 1      | 1             |  |  |  |  |  |  |  |  |
|                           | La Tunisie autrement              | 26 341    | 0,92  | Nv    | 0      | en stagnation |  |  |  |  |  |  |  |  |
|                           | Al Amal                           | 26 196    | 0,91  | Nv    | 0      | en stagnation |  |  |  |  |  |  |  |  |
|                           | Tous pour la Patrie               | 19 954    | 0,70  | Nv    | 0      | en stagnation |  |  |  |  |  |  |  |  |
|                           | Courant de l'amour                | 17 749    | 0,62  | 0,58  | 1      | 1             |  |  |  |  |  |  |  |  |
|                           | Al Watan Al Jadid                 | 16 955    | 0,58  | Nv    | 0      | en stagnation |  |  |  |  |  |  |  |  |
|                           | Mouatinoun et Ncharek             | 16 533    | 0,57  | Nv    | 0      | en stagnation |  |  |  |  |  |  |  |  |
|                           | Parti socialiste destourien       | 16 235    | 0,57  | Nv    | 1      | 1             |  |  |  |  |  |  |  |  |
|                           | Chabeb Tounes Al Watani           | 13 975    | 0,49  | Nv    | 0      | en stagnation |  |  |  |  |  |  |  |  |
|                           | Beni Watani                       | 13 154    | 0,46  | Nv    | 0      | en stagnation |  |  |  |  |  |  |  |  |
|                           | Parti de la voix des agriculteurs | 9 366     | 0,33  | 0,23  | 1      | en stagnation |  |  |  |  |  |  |  |  |
|                           | Congrès pour la République        | 8 869     | 0,31  | 1,83  | 0      | 4             |  |  |  |  |  |  |  |  |
|                           | Parti socialiste                  | 8 209     | 0,29  | N/a   | 0      | en stagnation |  |  |  |  |  |  |  |  |
|                           | Ettakatol                         | 7 507     | 0,26  | 0,46  | 0      | en stagnation |  |  |  |  |  |  |  |  |
|                           | Listes indépendantes              | 46 006    | 1,60  | -     | 11     | 10            |  |  |  |  |  |  |  |  |
|                           | Autres partis ou listes           | 399 784   | 13,93 | -     | 0      | 30            |  |  |  |  |  |  |  |  |
|                           |                                   |           |       |       |        |               |  |  |  |  |  |  |  |  |
| Suffrages exprimés        | Suffrages exprimés                | 2 870 314 | 97,41 |       |        |               |  |  |  |  |  |  |  |  |
| Votes blancs              | Votes blancs                      | 26 403    | 0,90  |       |        |               |  |  |  |  |  |  |  |  |
| Votes nuls                | Votes nuls                        | 49 704    | 1,68  |       |        |               |  |  |  |  |  |  |  |  |
| Votes annulés             | Votes annulés                     | 207       | 0,01  |       |        |               |  |  |  |  |  |  |  |  |
| Total                     | Total                             | 2 946 628 | 100   | -     | 217    | en stagnation |  |  |  |  |  |  |  |  |
| Abstention                | Abstention                        | 4 120 312 | 58,30 |       |        |               |  |  |  |  |  |  |  |  |
| Inscrits / Participation  | Inscrits / Participation          | 7 065 885 | 41,70 |       |        |               |  |  |  |  |  |  |  |  |

## Suites

### Recours et annonce des résultats
Le 22 octobre, le tribunal administratif de Tunis restitue à Ben Arous le siège d'Errahma aux dépens du Mouvement du peuple. À Kesserine, celui-ci récupère un siège obtenu par Nidaa Tounes. Enfin, dans la circonscription d'Allemagne où Ennahdha a obtenu un siège, le scrutin est invalidé,.
Le 4 novembre, après appel de la décision du tribunal, Ennahdha récupère le siège d'Allemagne, tandis que Nidaa récupère celui de Kasserine. Cependant, le tribunal confirme le siège d'Errahma.
Les résultats définitifs sont annoncés le 8 novembre. Les nouveaux députés prêtent serment le 13 novembre.

### Tractations

Groupes parlementaires :
Ennahdha (54)
Bloc démocrate (41)
Au cœur de la Tunisie (38)
Coalition de la dignité (21)
Parti destourien libre (17)
Réforme nationale (15)
Tahya Tounes (14)
Al Moustakbal (9)
Hors groupe (8)

Dès le soir du scrutin, Ennahdha et Au cœur de la Tunisie revendiquent être arrivés en tête. Le 9 octobre, les résultats préliminaires sont annoncés et Ennahdha arrive en tête.
Ennahdha devrait être chargé de former une coalition gouvernementale. Zied Ladhari, ministre sortant du Développement, et membre de la jeune garde du parti, est pressenti pour diriger un gouvernement mené par Ennahdha. Mohamed Abbou, secrétaire général du Courant démocrate, n'exclut pas d'entrer au gouvernement, si son parti n'est pas cantonné à un rôle de figurant. Du côté du perchoir, le président d'Ennahdha, Rached Ghannouchi, est cité. Ennahdha pourrait également se tourner vers la Coalition de la dignité, ou alors former une coalition avec Au cœur de la Tunisie. Enfin ce dernier pourrait aussi s'allier avec le Parti destourien libre, Tahya Tounes et le Courant démocrate. Cependant, ces deux derniers sont peu enclins à accepter, le premier, dirigé par le chef du gouvernement Youssef Chahed, est accusé par Karoui d'être derrière son arrestation, tandis que le dernier accuse Karoui d'être corrompu. Enfin, un gouvernement technique est également évoqué.
Peu après l'annonce des résultats préliminaires, le Mouvement du peuple, Tahya Tounes, Au cœur de la Tunisie et le Parti destourien libre annoncent vouloir siéger dans l'opposition. Pour sa part, Ennahdha exclut de négocier toute coalition gouvernementale avec ces deux derniers. Le 20 octobre, Ennahdha choisit de soutenir une candidature issue de ses rangs pour le poste de chef du gouvernement. Le régime étant semi-présidentiel, le président élu Kaïs Saïed a une semaine après son investiture pour charger le parti arrivé en tête des législatives de former un gouvernement. Celui-ci aura ainsi trente jours - renouvelable une fois - pour obtenir la confiance du Parlement. Les tractations débutent le 25 octobre. Le président reçoit les délégations d'Ennahdha et d'Au cœur de la Tunisie, ceux de la Coalition de la dignité le 26 octobre puis ceux de Machrouu Tounes, Nidaa Tounes et l'Union populaire républicaine le 28 octobre, d'Errahma le 29 octobre, puis de Nahnou Houna le 6 novembre.

### Tentative infructueuse d'Habib Jemli
Le 15 novembre 2019, Kais Saied désigne Habib Jemli, candidat d'Ennahdha, pour le poste de chef du gouvernement et le charge de former un gouvernement.
De leur côté, le Mouvement du peuple et le Courant démocratique forment un groupe parlementaire commun, le Bloc démocrate.
Les négociations entreprises par Habib Jemli essuient un revers le 6 décembre avec le retrait du Mouvement du peuple et du Courant démocratique. Le premier exprime par la voie de son secrétaire général, Zoheir al Maghzaoui, son refus d'intégrer un gouvernement qui ne « condamne pas le discours extrémiste » et dont le programme économique est jugé « ambigu ». Le dirigeant du Courant démocratique, Mohamed Abbou, annonce quant à lui renoncer définitivement à participer au gouvernement proposé par Ennahdha, évoquant une crise de confiance après son refus de partager des ministères régaliens. Le Courant démocratique demandait notamment les ministères de la Justice et de l'Intérieur. Les deux partis considèrent par ailleurs le gouvernement comme une vitrine des Frères musulmans et rejettent son rapprochement en cours avec la Coalition de la dignité. Le départ des deux composantes du Bloc démocrate obligerait Ennahdha à tenter de se rapprocher du parti Cœur de la Tunisie. Un gouvernement de coalition composé d'Ennahda et d'Au cœur de la Tunisie ainsi que de membres d'Ettakatol, avec le soutien sans participation de la coalition de la dignité et d'Errhama est attendu. Après des semaines de retard et l'impossibilité de former un gouvernement politique, Jemli présente une liste de ministres pour un gouvernement technique le 2 janvier 2020. Bien qu'indépendants, certains ministres sont cependant proches d'Ennahdha et d'Au cœur de la Tunisie.
Le 10 janvier 2020, Jemli échoue à obtenir la confiance du parlement.

### Gouvernement Fakhfakh

#### Formation

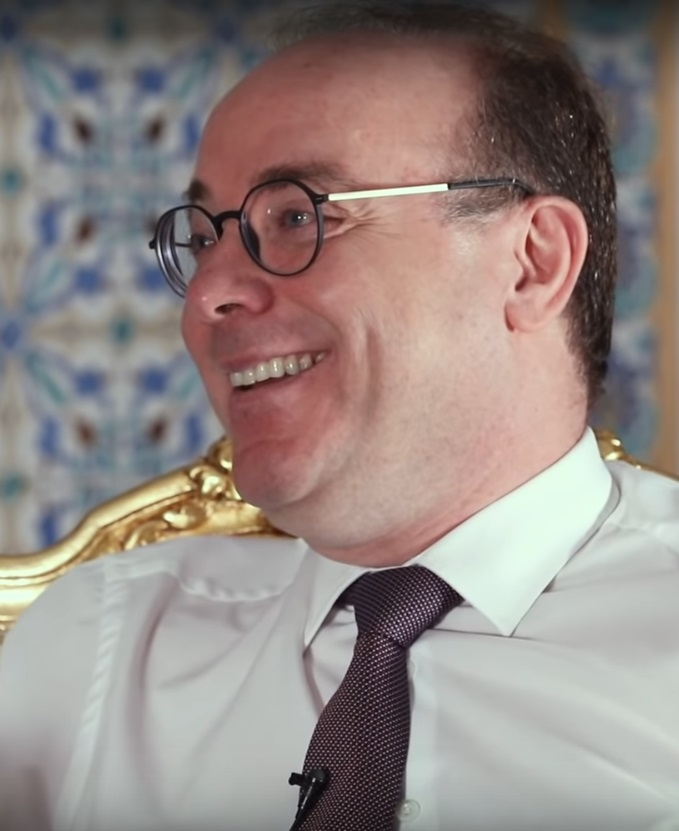
Elyes Fakhfakh

Saïed dispose dès lors de dix jours pour désigner un nouveau chef du gouvernement. Le 20 janvier 2020, il désigne Elyes Fakhfakh, membre d'Ettakatol. Il reçoit le soutien du Bloc démocrate et de Tahya Tounes.
Son gouvernement est annoncé le 15 février. Malgré l'attribution de plusieurs ministères à des membres d'Ennahdha, le parti annonce son intention de ne pas voter la confiance au gouvernement, du fait de la non participation d'Au cœur de la Tunisie. En parallèle, la commission mixte du parlement adopte un projet de modification de la loi électorale portant le seuil électoral de 3 à 5 %. Ce projet contesté pour l'avantage qu'il fournit aux partis les plus importants leur permettrait de s'engager plus facilement vers des élections anticipées. Kaïs Saïed annonce deux jours plus tard qu'à défaut d'une approbation du gouvernement présenté, il procédera à la dissolution de l'assemblée le 15 mars. Le président exclut ainsi les autres voies préconisées par Ennahdha d'une démission de Fakhfakh ou encore du vote d'une motion de censure contre le gouvernement sortant de Youssef Chahed, estimant que cette dernière option est inconstitutionnelle puisque le gouvernement expédie les affaires courantes. Une version légèrement modifiée du gouvernement, mais sans la participation d'Au cœur de la Tunisie est annoncée le 19 février, et Ennahdha, craignant une dissolution, accepte de voter la confiance.

#### Entrée en fonction
Le 27 février 2020, l'Assemblée des représentants du peuple accorde la confiance au gouvernement. L'assermentation est prévue le jour même au palais présidentiel de Carthage.

#### Démission
Elyes Fakhfakh démissionne le 15 juillet 2020 à la demande du président de la République (ce qui permet à ce dernier de choisir son successeur), après le dépôt d'une motion de censure par 105 députés, dont notamment ceux d'Ennahdha — qui lui a retiré sa confiance la veille — et d'Au cœur de la Tunisie. Lors des jours précédents, Fakhfakh avait tenté de remplacer les ministres membres d'Ennahdha, alors que le chef du gouvernement était sous le coup d'accusations de conflits d'intérêts. La capacité du chef du gouvernement de remanier son gouvernement en accord avec la Constitution était par ailleurs remise en cause par le règlement intérieur de l'Assemblée, qui exige un vote de confiance pour les nouveaux membres du gouvernement.
Alors que la Constitution est floue et que la Cour constitutionnelle n'est toujours pas en place, il y a désaccord pour savoir qui du parti majoritaire ou du président de la République a la prérogative de désigner le prochain chef du gouvernement. La présidence annonce la mise en oeuvre de la première option. Le président de la République doit nommer dans les dix jours un nouveau chef du gouvernement, qui doit à son tour obtenir le vote de confiance des députés dans les trente jours, délai renouvelable une fois. Dans le cas contraire, le président peut dissoudre l'Assemblée. Le soir de sa démission, Fakhfakh limoge les ministres membres d'Ennahdha et confie leurs portefeuilles à des intérimaires.

### Gouvernement Mechichi

#### Formation

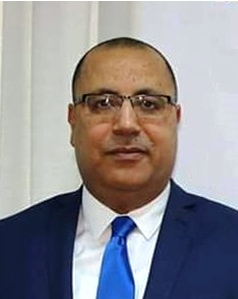
Hichem Mechichi

Le 25 juillet 2020, Saïed charge Hichem Mechichi de former un gouvernement,. Le 11 août, il propose de former un gouvernement composé uniquement d'indépendants.
Le 24 août, il en dévoile la composition. Le gouvernement, dont la composition suscite les réserves d'Ennahdha et d'Au cœur de la Tunisie, se compose de vingt huit « technocrates » indépendants. Il comporte notamment huit femmes, ainsi que d'un homme malvoyant.

#### Entrée en fonction
Le 2 septembre suivant, le gouvernement est investi par 134 voix contre 67 par l'Assemblée des représentants du peuple.